# 逆轉裁判4
《逆轉裁判4》是由卡普空製作，以任天堂DS為遊戲平台的法庭戰鬥冒險遊戲。這是「逆轉裁判系列」的第四套作品，於2007年4月12日在日本發行，於2008年2月19日在北美發行，於2008年5月9日在歐洲發行，於2008年5月22日在澳洲發行；是在《逆轉裁判3》和《逆轉檢察官》之間發行的作品。本作亦是系列中首套不以Game Boy Advance為遊戲平台的作品。
本作首次不以「成步堂龍一」為主角。故事舞台設定於2026年，即《逆轉裁判3》七年後。成步堂龍一因故被褫奪律師徽章，故事主角——律師新人「王泥喜法介」成為他的弟子。本作由四個案件組成，在每個案件分為偵探和法庭兩部分。玩家需要在偵探部分調查並搜集證物，並在法庭部分以搜集得來的資料為委託人辯護。
《逆轉裁判4》的銷量在日本國內相當成功，於發行首周賣出約25萬套，並在2007年售出約51.5萬套。媒體亦給了遊戲較高的評價，讚賞遊戲故事優良，以及活用任天堂DS的配備。然而此遊戲亦被批評劇情單向和缺乏重玩性，以及未能修正前作的缺點，跟前作別無二致。本作在2017年宣布将在任天堂3DS上发售复刻版本。

## 遊戲方式
《逆轉裁判4》的遊戲方式可以分成兩部份：「偵探部份」和「法庭部份」。由於兩者都以視覺小說形式進行，因此故事主線以單線形式發展。遊戲中有生命條。當玩家出示錯誤的證物時，其生命條就會扣減。若生命條下跌至零，遊戲將會結束。跟系列中多套移植到任天堂DS的Game Boy Advance遊戲不同，《逆轉裁判4》是系列中首套專為任天堂DS製作的遊戲。因此，任天堂DS所配備的觸控式螢幕和麥克風成為了本作的基本部份。此外，雖然系列中早有操縱成步堂龍一以外的角色來進行遊戲的例子，但本作是首套不以成步堂龍一為主角的作品。
在「偵探部份」中，玩家可使用按鍵或觸控式螢幕來選擇指令，包括調查、移動、對話和出示（調べる、移動する、話す、つきつける）。玩家可以選擇對白的方式來跟非玩家角色對話，亦可穿梭遊戲中各個地方。在偵探部份收集的資料和證物將會用於接下來的「法庭部份」。在完成一些既定的指令前，玩家不能進行法庭部份。在《逆轉裁判 復蘇的逆轉》中首次登場的寶月茜會讓玩家在遊戲中使用到任天堂DS的配備，例如以觸控式螢幕和麥克風來採集指紋。
法庭部份則跟系列前作很相似，同樣包括聽取證詞和盤問證人。玩家可選擇就證人的證詞進行「威懾」（ゆさぶる）或「指證」（つきつける）。玩家可以選取指令或對着麥克風叫出以上指令。「威懾」可令證人闡釋其之前的證詞，並有可能帶出新的證詞。「舉證」則可以對證人出示跟其證詞有矛盾的資料。於《逆轉裁判2》開始出現的「心靈枷鎖」（サイコ・ロック）只於遊戲最後一個案件使用。為簡化遊戲，玩家在「舉證」時不須再跟前作般出示人物檔案。此外，本作引入新系統——「看穿」（みぬく），讓玩家尋找顯示出證人緊張的小動作。本作能夠以立體形式顯示證物，讓玩家可以擺弄證物來找出線索；亦能重現犯罪場境，以找出矛盾。

## 劇情

### 遊戲背景
《逆轉裁判4》跟其他「逆轉裁判系列」作品一樣，也由多個以「逆轉」為題的案件組成。主角王泥喜法介在多宗案件中為其委託人的謀殺指控作辯護。在第一個「逆轉」後，王泥喜開始為成步堂龍一工作。前作主角成步堂龍一於七年前因呈上偽證而被褫奪律師徽章，現為其養女——成步堂美貫（成歩堂みぬき）——營運「成步堂藝能事務所」（其後改名為「成步堂萬能事務所」）。美貫是一個魔術師，來自已經解散的「或真敷魔術團」，在故事中經常協助王泥喜調查和辯護的工作。此外，于《复苏的逆转》中登场的宝月茜亦在本作中以刑警身份登场。

### 故事大綱
在《逆转裁判3》的故事结束后不久，成步堂龙一接到了一单案子——魔术师或真敷天斋在医院中被杀，他的弟子或真敷雜九（本名奈奈伏影郎）被指控为凶手。成步堂在为他辩护的途中使用了来历不明的证物而被检察官牙琉响也指控使用伪证，导致或真敷雜九丢下他的女儿潜逃。随后，成步堂被吊销律师执照，并收养了前来事务所寻找成步堂的或真敷雜九的女兒——奈奈伏美贯。并将她改名为成步堂美贯，二人卖艺维生。
七年后，在游戏的第一个案件「逆轉的王牌」（逆転の切札）中，流浪者浦伏影郎在餐厅被杀害，在同一家餐厅当钢琴师的成步堂龙一被指控为凶手，成步堂指定新人律师王泥喜法介为他辩护。王泥喜在法庭上通过成步堂的引导，成功告发了他的老师牙琉雾人为真凶。王泥喜之后加入了成步堂万能事务所。在第二个案件「逆轉的連鎖街角」（逆転連鎖の街角）中，王泥喜接到了多宗看似无关的委托，但它们随后被发现均与一起杀人案件有关。王泥喜为杀人案件的被告辩护，在法庭上与牙琉雾人的弟弟牙琉响也对决，并找到了真凶。在第三个案件「逆轉的小夜曲」（逆転のセレナード）中，牙琉响也的乐队与来自异国他乡的歌手拉米洛亚举行演唱会，但途中发生杀人事件，拉米洛亚的钢琴师助手被逮捕。王泥喜最终为被告洗清了杀人罪名。
在游戏的第四单案件「逆轉的繼承者」（逆転を継ぐ者）中，画家绘濑土武六被毒杀，他的女儿绘濑真琴被指控谋杀。王泥喜被告知此案件将使用陪审团制度进行审判，但在辩护过程中，绘濑真琴中毒昏迷。在这之后，成步堂使用梅森系统对玩家展示他七年间调查得到的结果。玩家得知七年前用伪证陷害成步堂的人是牙琉雾人，他委托绘濑父女制造伪证，之后对他们投毒试图杀人封嘴，但直到七年后才在巧合下令他们中毒；王泥喜与美贯是同母异父的兄妹，二人的母亲是或真敷天斋的女儿或真敷优海。成步堂随后对王泥喜讲述了除他的身世之外的所有内容。在法庭上，王泥喜成功令牙琉雾人当庭崩溃，随后玩家将控制陪审员拉米洛亚决定绘濑真琴的判决，并得知拉米洛亚就是或真敷优海——王泥喜与美贯的生母。
玩家若选择有罪，则进入游戏的坏结局：绘濑真琴的判决被推迟，随后被告身亡，案件不了了之。玩家若选择无罪，则绘濑真琴被宣判无罪，随后康复。成步堂的伪证罪名得到洗刷，他决定重新参加司法考试取得律师资格。拉米洛亚拜访成步堂，希望他暂时不要对王泥喜与美贯二人透露他们的身世。

## 發展
遊戲總監是遠藤充，製作人是松川美苗。在早期發放的消息中，製作方告訴《Fami通》，他們計劃「做一些他們之前未能加入逆轉裁判的東西」和卡普空的工作人員將為遊戲角色配音。巧舟由於認為系列過往三套作品已構成了一個龐大的故事，故知道決定開發《逆轉裁判4》時，希望創作一個全新的故事，亦不想再讓成步堂龍一在新故事中登場。但在公司高層要求下，成步堂仍得以繼續出場。公司亦要求將裁判員制度加進遊戲。開發人員構思新元素時亦有不少奇怪想法，例如「彈道問題」、「以蒙太奇做出犯人的面孔」等等；最後決定加入「看穿」系統。主角使用「看穿」時的畫面是黑白色的，但一開始曾考慮以彩色畫面表示。
在東京電玩展2006上，可以試玩此遊戲的樣本版本。於發行前的2006年，《逆轉裁判4》獲得日本遊戲大獎2006的未來遊戲獎，得獎理由為「（東京電玩展2006的）來場人士遊玩時很享受。另外，新角色登場等讓來場人士期待發行的因素亦被評審委員會認可」。
遊戲的第二個故事「逆轉的連鎖街角」是巧舟於十年前加入卡普空時想到的故事。第三個故事「逆轉的小夜曲」中的影片是使用動作捕捉技術來製作，為系列首次使用到該技術。在該影片中拉米洛亞的「演員」是研發小組的成員。

### 角色設計
角色設計由塗和也負責。本作的主角不再是前三套作品的成步堂龍一。新主角的設計時以精神的熱血男子為意念，由設計部門主導這次角色設計。主角外型跟最初公開的版本出入頗大。巧舟想成步堂龍一的名字時，因為認為「原來如此」是推理小說最重要的元素，故以「成步堂」（讀音跟「原來如此」相同）為主角的名字。由於「原來如此」是他心目中最好的選擇，故他表示很難取一個跟「原來如此」匹敵的名字。他曾想過以「突如其來」（イキナリ）為名字。最後他的思路回到懸疑，認為懸疑最重要的就是「驚訝」，所以為新主角取了「王泥喜」（讀音跟「驚訝」相同，都是Odoroki）的姓氏。開發團隊聽到這個名字後都認為相當適合。新主角的名字「法介」也是由巧舟想的。其後為「Odoroki」配上漢字時，由於「王」跟「喜」都是「發亮的字」，故團隊曾為是否應該使用「泥」字討論一番，更笑稱要將「王」字改成「污」字。
遊戲翻譯成英語後，成步堂的在地化名字「Phoenix Wright」會被放入遊戲名稱中。從一張攝於歐洲任天堂的活動的照片中，可以見到新主角王泥喜法介的在地化名字為「Apollo Justice」，遊戲名稱亦隨之改為「Apollo Justice: Ace Attorney」。此譯名於2007年的東京電玩展上展示的英文預告片中正式公開。在地化小組開了22次會議來決定名字「Apollo」。「Apollo」一詞來自太陽神阿波羅和太陽神計劃。
過往的女主角綾里真宵則未在故事中登場，取而代之的是魔術師成步堂美貫。由於綾里真宵是靈媒師，故新女主角的身份不能像「擅於彈鋼琴的少女」般普通。設計過程中，女主角曾設定為「能看穿所有證言的金額」的大商家女兒，會說類似「王泥喜，現在的證言是350日圓喔！」的台詞。設計人員亦曾提出忍者的意念，但因為巧舟不想新女主角再跟綾里真宵一樣來自村莊，最後沒有採納這個建議。性格方面，美貫被設定為「早熟」、「會逞強的少女」。

### 發行及宣傳
在2007年4月12日，遊戲的限量版在日本發行，附送耳機、「逆轉裁判事典」DS卡，以及DVD一張。此外，於GameStop和其他卡普空網上商店預購的人士可獲得「王泥喜法介」匙圈一個。本作的電視廣告於同年3月27日開始播放，跟系列前作一樣，律師丸山和也參與了該廣告的演出。在同年4月期間，日本國內多個主要車站張貼了本作的大型廣告海報，海報上有丸山律師的半身像和遊戲的宣傳標語「揭穿謊言的快感」。

## 音樂
2007年6月27日，原聲音樂CD《逆轉裁判4 音樂原聲帶》（逆転裁判4 オリジナル・サウンドトラック）發行。原聲帶中收錄了遊戲中所有背景音樂。所有音樂均由堀山俊彥作曲和編曲。此外，2008年4月20日，「GYAKUTEN MEETS ORCHESTRA」音樂會於東京新宿文化中心（新宿文化センター）舉行，由管弦樂團演奏多首「逆轉裁判系列」的背景音樂。音樂會的CD於同年7月16日發行。

## 反響
| 汇总媒体     | 得分                       |
| ------------ | -------------------------- |
| GameRankings | 79%                        |
| Metacritic   | DS/iOS：78/100 3DS：77/100 |

| 媒体           | 得分   |
| -------------- | ------ |
| 1UP.com        | A-     |
| Edge           | 6/10   |
| 电子游戏月刊   | 8.8/10 |
| Eurogamer      | 8/10   |
| GamePro        | 7.5/10 |
| GameSpot       | 7/10   |
| GameSpy        | [ 38 ] |
| IGN            | 8.3/10 |
| 任天堂力量     | 8/10   |
| 官方任天堂杂志 | 82%    |
| Fami通         | 36/40  |

《逆轉裁判4》普遍獲得正面評價。遊戲於分別於Metacritic和Game Rankings取得78/100和79%的分數。它在遊戲雜誌《Fami通》取得四個9/10，即合共36/40的評價。《逆轉裁判4》常被批評劇情單向和缺乏重玩性。不過，1UP.com評論「成步堂龍一的遊戲一直都是DS上寫得最好的，王泥喜法介的也不例外」。1UP.com亦指出為任天堂DS新加入的元素「雖然並不困難，但十分吸引」。
IGN的意見跟1UP相仿，但表示「成步堂三步曲的玩法跟王泥喜法介的一模一樣」。IGN Australia亦提出前作的缺點並未改善，例如「在遊戲中找到正確的路線就像嘗試錯誤法般」、玩家「嘗試所有可能的選項和用最低限度的邏輯」就能破關等等。此外，IGN覺得「遊戲中愚鈍、走彎路的解難方式」不必要地減慢遊戲進展。IGN亦認為新特色是「小玩意兒」。總括而言，IGN Australia仍給了「很好」（Great）的評價。本作獲提名2008年IGN電玩獎的「最佳故事」，但未能得獎。
以上觀點跟其他不少評論相似。GameSpot指遊戲「故事進展得跟蝸牛一樣慢」、「仍存有系列前作的缺點」。GamePro的評論一直指出遊戲「缺乏創新和轉變」，認為《逆轉裁判4》是系列公式的結晶品。Nintendo World Report指「玩法幾乎沒變」，「《逆轉裁判4》建基於成步堂三步曲」，故建議依順序玩「逆轉裁判系列」。GameSpy指遊戲使用DS的觸控功能，「大大地改善遊戲體驗」，雖然犯罪場景將重現得「太簡單」。
《逆轉裁判4》的銷量十分成功，於日本發行首周賣出約25萬套，並銷量在次周上升至超過50萬套。截至2007年尾，遊戲銷量為515,417套。雖然在北美的銷量並不如日本般理想，但本作的銷量仍於發行首周在DS遊戲中排行第五。截至2013年8月，包括后来发行的廉价版，遊戲累積銷量約為62.6萬套。

## 續作
卡普空於2012年1月29日宣布製作《逆轉裁判5》的消息該遊戲於2013年發行。故事發生於《逆轉裁判4》的一年後，成步堂再次取得律師資格並重返法庭。他的助手不再是靈媒師綾里真宵，而是新人律師希月心音。王泥喜法介亦會在續作中登場。
此外，在《逆轉裁判4》和《逆轉裁判5》之間，卡普空製作了兩款相關遊戲——《逆轉檢事》（2009年）和《逆轉檢事2》（2011年），遊戲主角都是檢察官御劍怜侍。

## 外部連結
- 官方网站（日語）
- 官方博客 （页面存档备份，存于）（日語）
- 《逆轉裁判4》在視覺小說數據庫的頁面（英文）